# Loftdeur

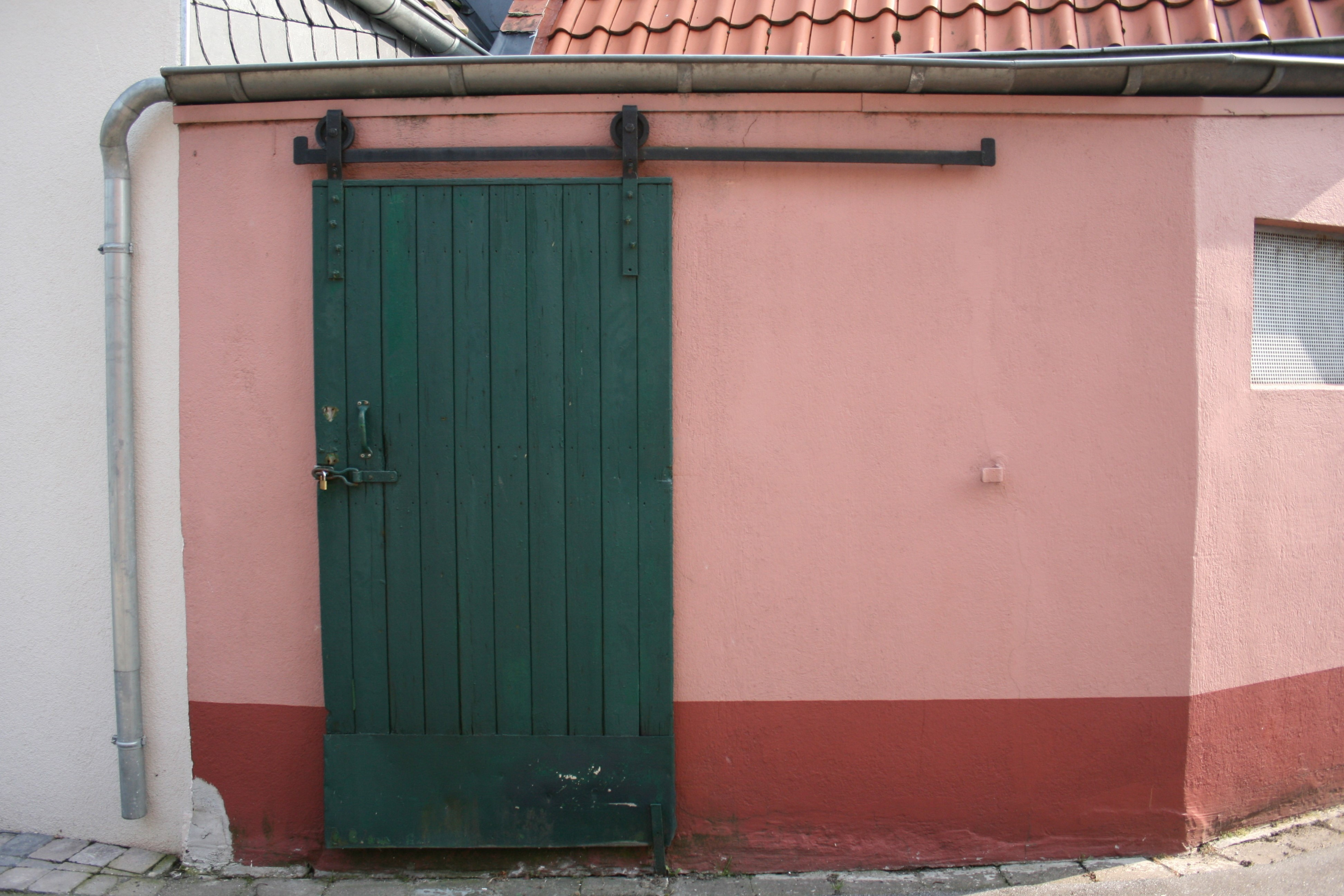
Loftdeur bij een woning.

Een loftdeur is een hangende schuifdeur die bewogen wordt via twee wielen bovenaan de deur die over een horizontaal aan de muur bevestigde rail rijden.
Voordelen ten opzichte van andere schuifdeurtypen is de eenvoudige montage: een loftdeur schuift vóór, in plaats van in de muur. Daarnaast heeft een loftdeur geen rail of drempel onderaan, zodat de vloer vlak kan blijven en goed schoongehouden kan worden. (Wel heeft een loftdeur doorgaans een kleine geleider onderaan, om te voorkomen dat hij gaat 'klapperen'.)
Nadelen ten opzichte van scharnierdeuren en andere schuifdeuren zijn dat er voor de loftdeur een stuk muur nodig is waarvoorlangs de deur kan schuiven, en dat een loftdeur meestal niet goed luchtdicht afsluit zodat het langs de deur kan tochten.

## Toepassingen

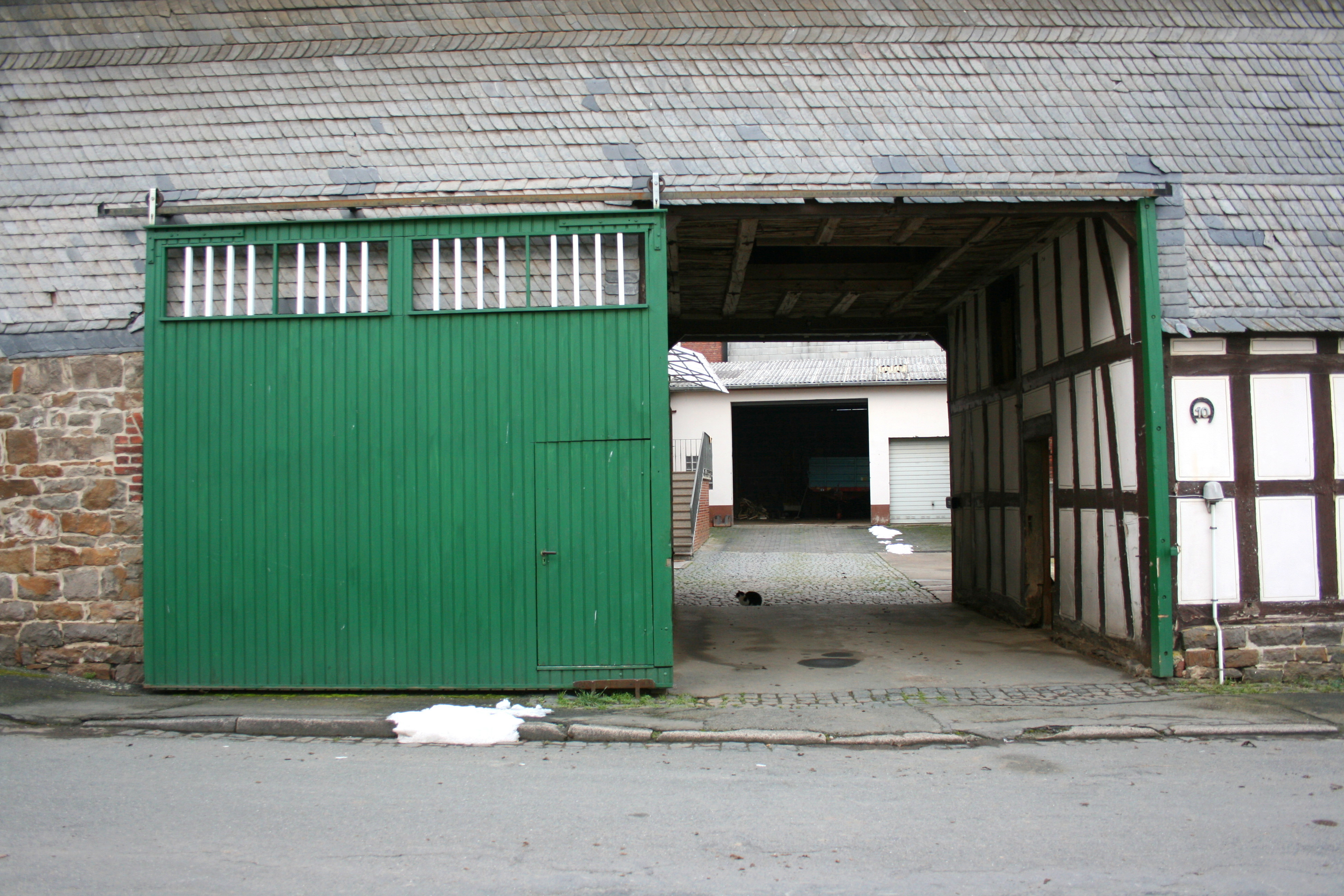
Een grote agrarische loftdeur, met daarin een loopdeur.

Loftdeuren worden vooral toegepast bij industriële en agrarische gebouwen. Ze kunnen erg groot en zwaar zijn en hebben dan soms een loopdeur.